# Daniel Gouffier
Daniel Gouffier, né le 4 novembre 1937 à Nantes et mort le 5 août 2023 dans la même ville, est un skipper français.

## Biographie
Daniel Gouffier participe à l'épreuve de Flying Dutchman des Jeux olympiques d'été de 1960 avec Jean-Claude Cornu, terminant à la 14e place.
Il est ensuite sacré champion du monde de 505 en 1961 à Weymouth, toujours avec Jean-Claude Cornu.